# Piz Cassimoi
Piz Cassimoi – szczyt w Alpach Lepontyńskich, części Alp Zachodnich. Leży w Szwajcarii w kantonie Ticino, blisko granicy z Włochami. Należy do podgrupy Alpy Adula. Można go zdobyć ze schroniska Länta Hütte (2090 m) lub Rifugio Scaradra (2173 m).